# Kalina-Kreisprozess
Unter dem Kalina-Kreisprozess oder Kalina-Cycle-Verfahren versteht man ein in den 1970er Jahren vom sowjetischen Ingenieur Aleksandr Kalina entwickeltes Wärmeübertragungsverfahren zur Ammoniak-Wasser-Dampferzeugung auf einem niedrigeren Temperaturniveau als bei klassischen Wasserdampfanlagen. Herkömmliche Wasserdampfturbinen benötigen Wasserdampftemperaturen von mehreren hundert Grad Celsius, um bei einer Entspannungstemperatur von über 100 °C wirtschaftlich betrieben werden zu können. Der maximal mögliche Wirkungsgrad (Carnotwirkungsgrad) wird vom Abstand zueinander und Verhältnis der oberen und unteren Arbeitsgastemperatur bestimmt.

## Allgemeines
Bei geothermischen Kraftwerken mit Wasserdampfturbinen sind hohe Dampftemperaturen nur durch kostspielige Tiefbohrungen anzuzapfen. Der geothermische Gradient beträgt etwa 3 °C pro 100 m, so dass mehrere Kilometer tiefe Bohrungen erforderlich sind, um mit Wasser als Wärmeträger ausreichende Wirkungsgrade zu erreichen.
Um auch geothermales Wasser mit niedrigen Temperaturen, evtl. sogar unter 100 Grad Celsius nutzen zu können, entwickelte Kalina eine effiziente Wärmeübertragung auf ein Ammoniak-Wasser-Gemisch. Das Wasser (Wasserdampf) ist in erster Linie der Wärmeüberträger für das Ammoniakgas im gleichen Kreislauf. Das bei deutlich niedrigeren Temperaturen entstehende Dampfgemisch wird dann zum Antrieb von Turbinen genutzt. Der Kalinaprozess könnte eventuell einem normalen Dampfprozess angehängt werden.
Gegenüber einem Organic Rankine Cycle (ORC), einem Clausius-Rankine-Kreisprozess auf Basis organischer Substanzen wie Isopentan, soll der Wirkungsgrad 10–60 % höher sein. Hierdurch kann schon bei geringeren Bohrtiefen ein Erdwärmekraftwerk betrieben werden, bzw. bei gleicher Bohrtiefe/Temperatur die Stromausbeute erhöht werden.
Ein Problem besteht darin, das giftige und stark riechende Ammoniak im Betrieb und bei Wartungsarbeiten daran zu hindern, in die Umwelt zu entweichen.
Zurzeit arbeiten weltweit wenige geothermische Kraftwerke nach diesem Wirkprinzip, das bekannteste ist das Geothermiekraftwerk Húsavík in Island.
Das Verfahren erlebte wegen der hohen Energiepreise 2008 eine Renaissance, was zur zweiten Anlage dieser Art in Europa in Unterhaching führte. Inzwischen gilt diese Verstromung dort aufgrund zahlreicher technischer Probleme als nicht mehr rentabel. Die Anlage wurde 2018 stillgelegt. Ein weiteres Kalina-Kraftwerk ging 2018 in Taufkirchen bei München in Betrieb.
Das Verfahren ist durch verschiedene Patente geschützt, die die kalifornische Firma Exergy hält. Die europäischen Lizenzen für einen Verfahrenstyp, den sogenannten SG1 Cycle, hat sich Siemens Industrial Solutions and Services gesichert, der daraus weiterentwickelte SG2 Cycle wird durch den Anlagenbauer Exyte gehalten. Die verschiedenen Verfahrenstypen unterscheiden sich im apparativen Aufwand und der damit erreichbaren Effektivität.

## Technische Beschreibung
Im Verdampfer wird die flüssige „Arbeitslösung“ aus Ammoniak und Wasser (vulgo Salmiakgeist) unter Volumenzunahme zum gasförmigen Gemisch aus Ammoniak und Wasserdampf verdampft. In eine Turbine geleitet wird das Gasgemisch polytrop auf eine Temperatur von z. B. 70 °C entspannt. Kalina macht hier von der Eigenschaft des Zweistoffsystems NH3 + H2O Gebrauch, bei dem durch Abnahme der Gesamt-Ammoniak-Konzentration aus flüssiger und dampfförmiger Phase (bei konstanter Temperatur) der Siededruck sinkt bzw. bei konstantem Druck die für das Sieden nötige Siedetemperatur höher wird. Die Konzentrationsänderung erfolgt im Rekuperator durch Zumischen einer „armen“ Ammoniaklösung aus dem Austreiber zum Turbinendampf. Durch die Konzentrationsabnahme vergrößert sich das Druckgefälle für die Turbine. Dafür muss im Absorptionsteil der mehrfache Turbinenmassenstrom umgewälzt werden. die freiwerdende Absorptions- und Kondensationsenthalpie werden an das Kühlwasser abgeführt.
Die entstandene „Basislösung“ wird mittels einer Pumpe auf den notwendigen Kondensationsdruck der Arbeitslösung gebracht und der größere Teilstrom davon in den Austreiber gefördert. Dort wird mit Hilfe von Abwärme aus dem Turbinenabdampf fast reines Ammoniak ausgetrieben. Die verbleibende arme Lösung fließt über ein Drosselventil zum Kondensator zurück. Der Ammoniakdampf wird nun im Absorber/Kondensator mit dem anderen Teilstrom der Basislösung zusammengeführt und kann dort als nun wieder vorliegende Arbeitslösung endgültig beim dafür notwendigen Siededruck unter Wärmeabgabe an das Kühlwasser kondensieren. Nach Druckerhöhung wird die Arbeitslösung wieder in den Abhitzedampferzeuger gefördert.

### Vorteile
Der besondere Vorteil der Kalina-Schaltung liegt im Wesentlichen in den günstigeren Wärmeübertragungsverhältnissen im Dampferzeuger und Kondensator. Dabei wird die Eigenschaft der Gemische genutzt, durch Konzentrationsänderungen Temperaturänderungen zu bewirken. Hier geschieht das durch Änderung der Konzentration der Einzelphasen aus Dampf und Flüssigkeit bei konstanter Gesamtkonzentration und konstantem Druck. Dabei verdampft das Gemisch unter stetig ansteigenden Temperaturen bzw. kondensiert unter stetig sinkenden Temperaturen. Durch das nichtisotherme Verdampfen des Gemisches liegen die Verdampfungstemperaturen näher an der Ideallinie der Wärmequelle als die des Wassers, das bei konstanter Temperatur verdampft. Ein weiterer Effekt ist, dass mehr Flüssigkeits- und Überhitzungswärme übertragen werden kann.
Die Verluste bei der Wärmeübertragung werden dadurch geringer bzw. die mittlere Temperatur der Wärmezufuhr wird angehoben, was nach Carnot eine Verbesserung des Prozesswirkungsgrades bedeutet. Umgekehrt wird auch bei der Wärmeabfuhr in ähnlicher Weise durch die sinkenden Siedetemperaturen des Gemisches bei der Kondensation die mittlere Temperatur der Wärmeabfuhr abgesenkt, mit dem gleichen positiven Effekt auf den Wirkungsgrad.
Der thermodynamische Vorteil kleiner Temperaturdifferenzen bei der Wärmeübertragung wird jedoch mit großen Heizflächen der Wärmeübertrager erkauft, die zusätzlich noch durch schlechteren Wärmeübergang infolge von Diffusions- und Absorptionsvorgängen belastet werden.
Der tatsächlich mögliche Effizienzgewinn gegenüber einem einfachen Rankine-Prozess wird in der Literatur unterschiedlich angegeben. Während Gajewski et al. ihn mit ca. 5 % angeben, sprechen H. M. Leibowitz und D. W. Markus (Energy Inc., Hayward, California) dagegen von einem möglichen Effizienzgewinn von bis zu 50 %. Diese weit auseinanderliegenden Angaben sind auch ein charakteristisches Zeichen für den frühen Entwicklungsstand dieser Technik. Kritisch für den Kalina-Prozess sind neben den nur begrenzt beherrschbaren Zersetzungsproblemen des Ammoniaks insbesondere die prozessbedingt erforderlichen wesentlich größeren Wärmeübertragerflächen. Dies fällt umso mehr ins Gewicht, als der Flächenbedarf für den Wärmetransport mit sinkender Quellentemperatur (Temperaturdifferenz) stark zunimmt. In einem einfachen ORC-Prozess entfallen auf die Wärmeübertrager ca. 20 % der Anlagenkosten. Gajewski et al. haben die minimalen Mehrkosten für einen Kalina-Prozess mit ca. 40 % gegenüber einem Rankine-Prozess ermittelt.

### Nachteile
Wartung und Betrieb von Kalinaanlagen ist sicherheitstechnisch aufwändig, da Ammoniak in beiden Phasen stark basisch wirkt, beim Einatmen die Atemwege und Haut verätzt und es ein starkes Stoffwechselgift ist. Es riecht stark und ist an Luft brennbar und in Mischung mit Luft explosionsfähig.